# Diogmites fragilis
Diogmites fragilis är en tvåvingeart som beskrevs av Stanley Willard Bromley 1936. Diogmites fragilis ingår i släktet Diogmites och familjen rovflugor.
Artens utbredningsområde är Texas. Inga underarter finns listade i Catalogue of Life.